# Segisama
Segisama (łac. Samonensis) – stolica starożytnej diecezji w Cesarstwie rzymskim w prowincji Hispania Tarraconensis wchodząca w skład metropolii Tarragona, współcześnie hiszpańskie miasto Sasamón w prowincji Burgos. Obecnie katolickie biskupstwo tytularne. Od 18 grudnia 1986 stolicę tytularną Segisama obejmuje biskup pomocniczy sosnowiecki (wcześniej jako biskup pomocniczy kielecki) Piotr Skucha.

## Biskupi
| Lp. | Biskup          | Funkcja                                                  | Od                   | Do               |
| --- | --------------- | -------------------------------------------------------- | -------------------- | ---------------- |
| 1   | Marko Alaupovic | emerytowany arcybiskup diecezji Vrhbosna (Jugosławaia)   | 13 stycznia 1970     | 18 kwietnia 1979 |
| 2   | John Joseph     | biskup pomocniczy Faisalabad (Pakistan)                  | 24 października 1980 | 9 stycznia 1984  |
| 3   | Piotr Skucha    | biskup pomocniczy kielecki biskup pomocniczy sosnowiecki | 18 grudnia 1986      |                  |